# Заболотів
Зáболотів — селище в Україні, належить до Коломийського району Івано-Франківської області.

## Етимологія
Містечко Заболотів колись лежало на важливому торговельному шляху. Народний переказ розповідає, що купцям тут доводилось з великими зусиллями долати розлоге болото. Містечко, яке виникло на схід від болота, назвали Заболотів. Тому-то ономаст М. Янко і вважає, що назва Заболотів «… утворена від кореня болот- за допомогою префікса за- та суфікса -ів. Назване, очевидно, жителями старішого сусіднього поселення за розташування по відношенню до них за болотом».

М. Демчук і М. Худаш твердять: 
|  | У відомих нам матеріалах із слов'янської антропонімії Заболотъ не засвідчена. Однак без сумніву первісно вона виникла як прізвисько людини, мотивоване місцем її поселення за болотом. І тому вони роблять наступний висновок: «Назва населеного пункту Заболотів не могла виникнути безпосередньо від ландшафтної назви за болотом чи мікротопоніма Заболото, оскільки в цих випадках в українській мові появилися б утворення Заболоття чи Заболотне |

## Географія

### Географічне положення
Містечко Заболотів розташоване на заході України, у південно-східній частині Івано-Франківської області, у східній частині Коломийського району, на лівому березі р. Прут (ліва притока р. Дунай), при усті р. Турка (ліва притока р. Прут), на Передкарпатській височинній фізико-географічній області, на Коломийсько-Снятинській рівнині. Середня висота 243 м над рівнем моря. Рельєф Заболотова рівнинно-терасовий, загальний нахил поверхні — на південний схід. У склад селищної ради входять селище — Заболотів та с. Демиче.
Основна річка — Прут, у межах містечка в нього впадає річка Турка. Містечко має налагоджений зв'язок (залізничний, автомобільний) з іншими містами України. Довкола містечка Заболотів розташовані такі села: Борщів, Балинці, Бучачки, Тулуків, Зібранівка, Семаківці, Хлібичин, Іллінці.

## Історія

### Польський період
Згадується 7 травня 1442 року в книгах галицького суду. Ще одна згадка про Заболотів, відповідно до запису Коломийської земельної книги, датується 1455 роком. У спеціальному земельному акті багатий шляхтич Павло Преславський зробив вічний поділ батьківських і матірних добрів між шляхтичем Іваном, своїм братаничем і своїми братаницями: Варварою, дружиною Івана Заржецького, Софією, дружиною Клеопи із Млодович, Катериною, дружиною Миколи Кермановського з такою умовою, що шляхтичеві Іванові, своєму братаничу, виділив у вічному поділі село в Коломийському окрузі Ільниче (нині с. Іллінці), Варварі подарував села Тулуків та Олешків, а Софії — місто Заболотів.
У податковому реєстрі 1515 року в селі документується 11/2 лану (близько 37 га) оброблюваної землі.

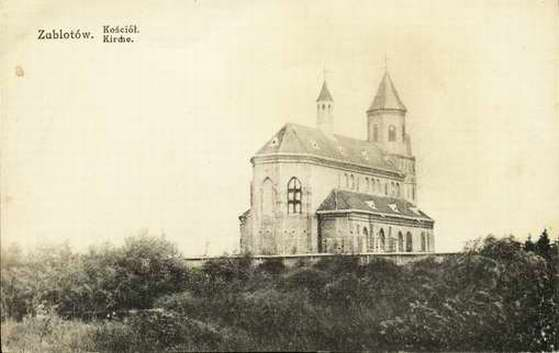
Костел Пресвятої Трійці, споруджений в 1902 р. З траси «Коломия-Чернівці» — костел видно за 15 км

У 1535 році посідачем маєтку в Заболотові став Марцін Зборовський. У 1579 році — надалі володіння шляхтичів Зборовських. Заболотів лежав на шляху, що вів з Північної Буковини до Галичини. Це сприяло його зростанню. Французький інженер Ґійом Левассер де Боплан, який перебував в Україні в першій половині XVII ст., позначив Заболотів на складеній ним карті України («Опис України») як місце з розвинутими ремеслами, торгівлею. У той час тут був також значний продаж великої рогатої худоби.
У 1605 році дідич Станіслав Волуцький з Богушиць, хорунжий равський  фундував римо-католицьку парафію у місті.
У 1621 році його зруйнувала татарська орда.
З початку XVII ст. до 1630 року Заболотів належав магнатам Потоцьким гербу Пилява, а пізніше — шляхтичам Казановським гербу Гримала, Бакутським. В 1669 році Бакутський заповів своє майно заболотівському костьолу.
У 1648–1657 pp. — визвольна війна українського народу проти шляхетської Польщі. У складі повстанської армії під проводом Семена Височана діяв загін заболотівських повстанців, очолюваний міщанами І. Кравцем та М. Ковалем. Повстанці зруйнували шляхетський замок у Заболотові і взяли участь у нападах на замки та маєтки феодалів у Городенці, Лючі, Дебеславцях і Печеніжині. Після придушення повстання на Покутті 30 міщан із Заболотова було страчено.
У 1673 році мешканці Заболотова звернулися до ватажка молдавських опришків Бордюка, що діяв у цей час на Покутті, з проханням захистити їх від сваволі пана. Вбогі й розорені заболотівці:
|  | «не можучи стерпіти пригнічення і, коли жодного іншого захисту не могли знайти, піддались під опіку опришка молдавської провінції Бордюка, якого закликали пригнічені піддані, щоб увійшов у Заболотів». |

Бордюк, задовольняючи волю покутян, зі своїм загоном вночі напав на обійстя Сенявського.

### Австро-угорський період

Ринкова площа, (1910). Тепер на площі знаходиться «Фуршет»

Повітовий суд у Заболотові у 1930 р.

Після приєднання Галичини до Австрійської імперії Заболотів увійшов до Заліщицької округи, а з 1811 року — до складу Коломийського округу Львівського намісництва.
Указом цісаря від 18 липня 1785 року село Заболотів було віднесено до категорії міст. Але наступного року указ скасували і Заболотів знову став селом, підпорядкованим поміщицькій юрисдикції. Власті заборонили влаштовувати тут річні ярмарки. Дозволялися лише тижневі базари.
За свідченням Йосифінської метрики, у Заболотові на кінець 80-х років XVIII ст. мешкало 110 селянських та 86 міщанських сімей. В той час, за користування наділами, селяни платили поміщикові натуральні й грошові оброки, що становили близько 35 відсотків їх річного доходу.
Починаючи з 1790 року Заболотів був єврейським містечком. Єврейське населення зменшилося після погрому у 1903 році. Під час Другої Світової війни єврейське населення повністю знищено.
Географічне розташування Заболотова на шляху, що вів зі Львова на Буковину, сприяло розвитку промислів і торгівлі, зростанню населення. У середині XIX ст. у Заболотові проживало 2173 жителів. 1847 року тут було відкрито однокласну початкову школу, де навчалося близько 80 учнів.
У 1866 році через Заболотів проклали залізницю Львів—Чернівці. Відтоді його роль як перевалочного пункту в торгівлі з гірськими районами Покуття значно зросла.
1872 року тут відкрили тютюново-ферментаційний завод. Крім місцевої сировини, підприємство переробляло імпортний тютюн, що надходив з країн Латинської Америки — Куби, Пуерто-Рико, Бразилії. У 1877 році під час виробничого сезону на заводі працювало до 1000 робітників. Широко використовувалася дитяча і жіноча праця. Зарплата була низькою. На виробництві сигар дорослий робітник за день заробляв 25—35 центів, а на переробці тютюну—16—40 центів.
Наприкінці XIX ст. Заболотів являв собою типове західноукраїнське містечко з його соціальними контрастами, злиднями української, єврейської та польської бідноти, національними і релігійними протиріччями, низьким культурним рівнем основної частини населення. На 4 тис. жителів тут працював лише один лікар та функціонувала двокласна початкова школа. Зате було 4 корчми, костьол, синагога та 2 церкви. Тривав процес обезземелювання селян. У 1900 році поміщику Агопсовичу належало 640 моргів землі, а на селянський двір припадало в середньому менше 4 моргів. У маєтку Агопсовича постійно працювало 28 батрацьких родин.
В архівних джерелах межі XIX — XX століть згадується тогочасний герб Заболотова (що походив, очевидно, з XVII століття): у синьому щиті — золотий лев (символ Руського воєводства), що спинається перед срібним 5-раменним хрестом (родовий герб Потоцьких «Пилява»).

Заболотів у першу світову війну (1915 рік)

У роки Першої світової війни Заболотів перебував у театрі військових дій. Восени 1914 року містечко було окуповане російськими військами. Бої за нього з тактичних міркувань не велися. Від зими 1915 до кінця червня 1916 рр. у містечку діяла австрійська влада. Натомість, наприкінці червня 1916 року, після прориву фронту у північній Буковині росіяни утретє окупували містечко. Цього разу у районі залізничного вокзалу відбувся вкрай запеклий бій. 2 ц. і к. польові єґерські батальйони стримували навалу російської піхоти і ледве не потрапили у полон. Лише завдяки рішучому втручанню панцирного потяга розгублений ворог був розігнаний і батальйони змогли з'єднатися з дивізією. Завдяки панцирному потягу наступ ворога у коломийському напрямку було затримано. Під час російської окупації Заболотів перебував у складі Коломийського повіту Чернівецької губернії. 27 липня 1917 року містечко було звільнене з російської окупації. У містечко невдовзі повернулася австрійська влада.

### Доба в ЗУНР
У Заболотові після розпаду Австро-Угорської Імперії почалась боротьба за незалежність України і вступ Галицьких земель до лона одніє соборної України.Слід зауважити населення Заболотова не було моноетнічним і євреї почали рух за здобуття громадських і національних прав стали визначальним вектором у діяльності єврейського партійно-політичного представництва містечок та міст Покуття (Городенка, Заболотів, Коломия, Надвірна, Отинія). Те що Заболотів хотів бути в лоні соборної України про це свідчить те, що місцеве населення «Акт Злуки» прийняло дуже позитивно 5 січня 1919 р. у Заболотові проходило віче на честь цієї події. Доба ЗУНР була дуже тяжкою для Заболотова, тому що була війна з Польщею яка стала незалежною державою. У цій війні відзначились і Заболотівчани найвідоміший з них був Маріян Кречковський. Також слід згадати земельну реформу, 23 лютого 1919 року в Заболотові відбувся мітинг щодо аграрної реформи, такі мітинги були в Снятині та Рожнові, результатом цих мітингів було ухвалено наступні положення: «земля є власністю народу; її необхідно перерозподілити між мало- і безземельним селянством; ліси до проведення реформи передати під управління повітової влади.»
Закінчилась доба ЗУНР для Заболотова після поразки в українсько-польській війні, Україна не могла воювати проти противника якого підтримувала Антанта, та ще одним вирішальним чинником були проблеми Надніпрянської України.

### Польський період
Від 1919 по 1939 — знову у складі Польщі.
2 липня 1924 р. розпорядженням Ради Міністрів Польщі до міста Заболотова було приєднано село Демиче.
У середині 30-х років продовжував працювати тютюново-ферментаційний завод, де налічувалося 70—80 робітників, господарство свиноторговця Валери та кустарні майстерні, зокрема, килимарня. 800 робітників займались дрібними промислами.
У 1934—1939 рр. Заболотів був центром ґміни Заблотув.
З 1935 року відкрито семирічну школу з польською мовою навчання.

### Радянський період, війна
Із нападом Німеччини на Польщу — почався масовий виїзд поляків із Заболотова до Румунії (Радянський Союз також розпочав вторгнення). 17 вересня 1939 року — в селище увійшла Червона Армія, тоді жителі вітали прихід нової влади. Однак незабаром почалися колективізація та масові репресії.
Уже на початок 1940 року створено колгосп «імені 17 вересня». Діяла машинно-тракторна станція.
Відкрито середню школу з українською мовою викладання. Той, хто закінчив раніше польську школу, повинен був донавчатися в новій увечері після роботи.
1940—1962 — за тодішнім територіально-адміністративним поділом Заболотів став селищем міського типу, центром Заболотівського району Станіславської області.
1 липня 1941 року фашисти зайняли Заболотів. Гітлерівська Німеччина звільнила жителів Заболотова від радянського терору, знову жителі вітали своїх майбутніх «гнобителів». А згодом гітлерівці вдалися до масового знищення людей. У 1942 році на горі Хомові вони розстріляли 2 тис. євреїв, чоловіків, жінок і дітей, 140 юнаків і дівчат вивезли на каторжні роботи до Німеччини.
Проти фашистів тут діяв загін УПА, диверсійні вилазки котрих в радянський період приписали загонам партизанів.
29 березня 1944 року моторизовані частини 171-ї стрілецької дивізії 1-го Українського фронту підійшли до Заболотова. 30 березня 1944 року радянські війська захопили Заболотів, на вокзалі було захоплено 12 німецьких танків, 23 польові та 4 самохідні гармати, 250 вагонів з вантажами і кілька складів.
У 1950 році колективізацію селянських господарств у селищі було повністю завершено.
У 1960 році — відкрито кінотеатр.

### Дії УПА в районі Заболотова
З приходом у край НКВС — в боротьбу із ними вступило УПА, так 22 жовтня 1944 року — засідка відділу УПА імені Богуна на шляху Заболотів—Косів, де вбито 14 ворогів, начальник РВ НКВС та прокурор.
У січні 1945 курінь Книша (УПА), у тому числі сотня важких скорострілів Гамалії (на озброєнні — 10 кулеметів), всього 8 сотень, увечері виступив з Космача на Заболотів із бойовим завданням підірвати залізничний міст через р. Прут (на шляху Коломия—Чернівці). На ранок курінь добрався до Рудників. Через інформаторів НКВС дізнався про їх перебування в селі,— та тут же, без розвідки, направив три своїх взводи на вірну загибель. Незабаром НКВС із Заболотова в район бойових дій направив цілий потяг солдатів. Удався повстанцям і той бій біля залізниці, де на відкритому полі загинули переважні сили противника. Однак, щоб уникнути власних втрат, загін УПА не став штурмувати добре захищений міст.

## Населення

### Чисельність
| 1959    | 1970    | 1979    | 1989    | 2001    |
| ------- | ------- | ------- | ------- | ------- |
| 4 379   | ▼ 4 172 | ▼ 4 138 | ▲ 4 468 | ▼ 4 185 |
| 2003    | 2004    | 2005    | 2006    | 2007    |
| ▬ 4 182 | ▼ 4 160 | ▼ 4 114 | ▼ 4 076 | ▬ 4 082 |
| 2008    | 2009    | 2010    | 2011    | 2012    |
| ▬ 4 071 | ▬ 4 068 | ▬ 4 075 | ▬ 4 067 | ▬ 4 076 |
| 2013    | 2014    | 2015    | 2016    | 2017    |
| ▬ 4 059 | ▬ 4 055 | ▲ 4 079 | ▼ 4 056 | ▼ 4 033 |
| 2018    | 2019    | 2020    | 2021    | 2022    |
| ▼ 4 014 | ▼ 3 998 | ▼ 3 968 | ▼ 3 932 | ▼ 3 914 |

### Мова
Розподіл населення за рідною мовою за даними перепису 2001 року:
| Мова            | Кількість | Відсоток |
| --------------- | --------- | -------- |
| українська      | 4087      | 98.99%   |
| російська       | 36        | 0.87%    |
| польська        | 2         | 0.05%    |
| румунська       | 2         | 0.05%    |
| білоруська      | 1         | 0.02%    |
| інші/не вказали | 1         | 0.02%    |
| Усього          | 4129      | 100%     |

## Пам'ятки архітектури та місця селища

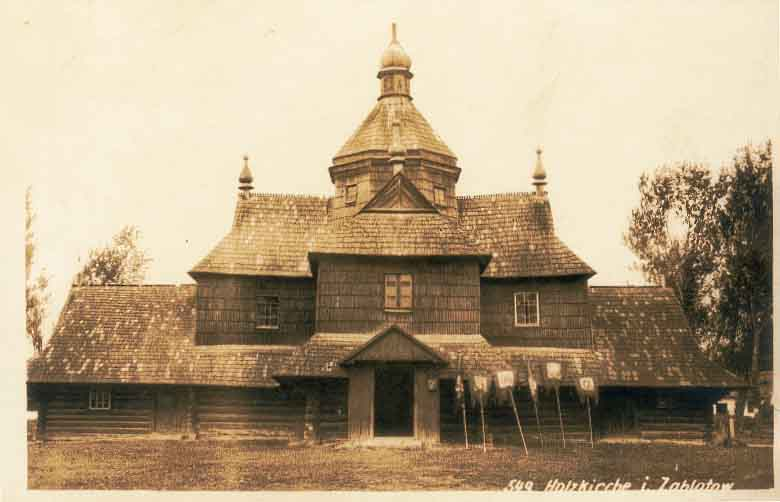
Стара дерев'яна церква із дзвіницею — Успенська (1854 р.).

- Стара дерев'яна церква Вознесіння Господнього, належить до УПЦ КП, настоятель митрофорний протоієрей Василь Близнюк.

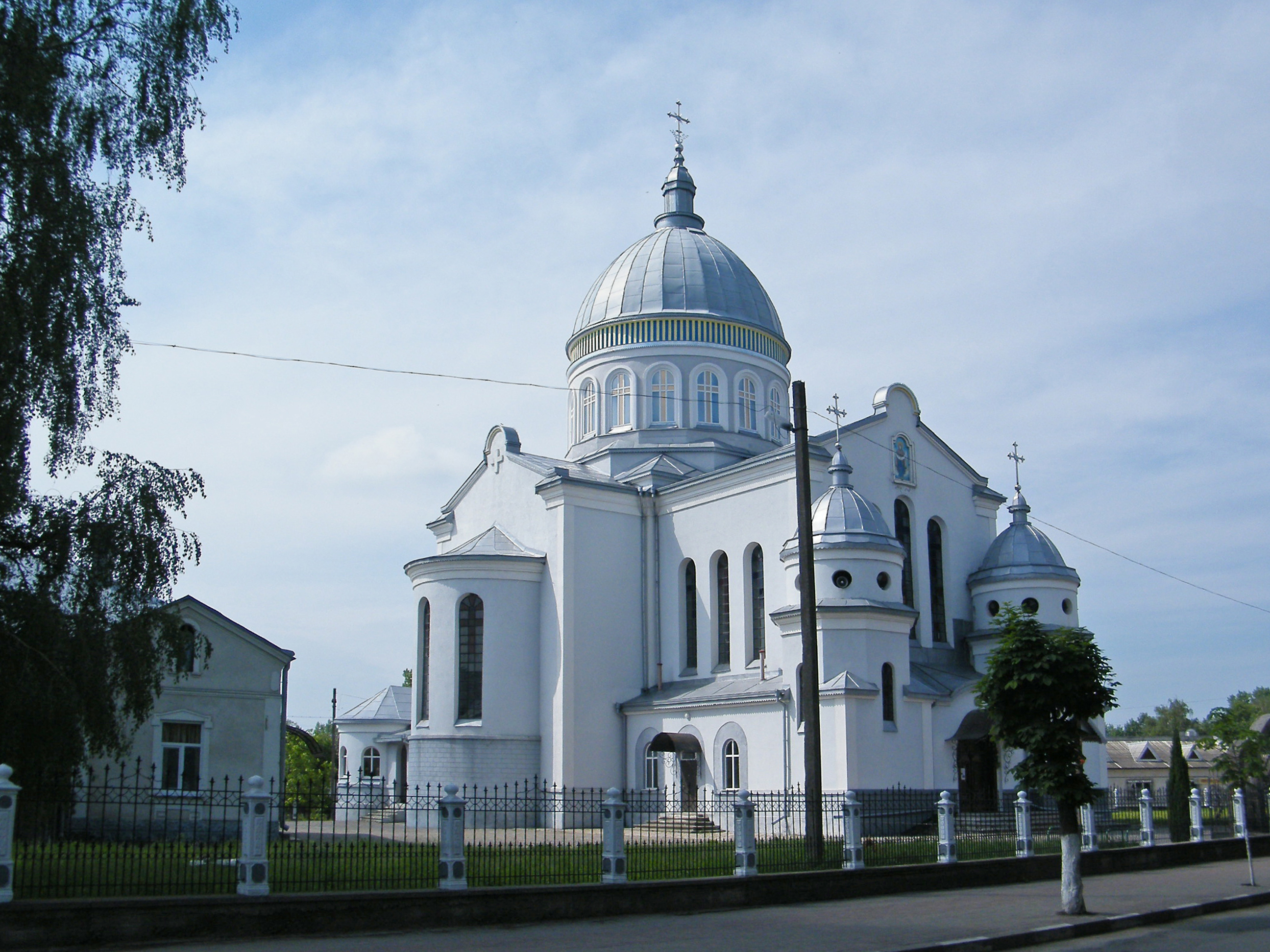
Храм «Святого Архистратига Михаїла»

- Одна з візитівок Заболотова — римо-католицький костел Пресвятої Трійці, 1902 р. 
У 1605 році на цьому місці збудований первісний дерев'яний костел, проте у 1618—1621 pp. він був знищений під час турецько-татарських нападів. У 1669 році, коли Бакутський заповів своє майно парафії, було споруджено новий дерев'яний храм. Останній дерев'яний костел освятили 1833 року. Сучасний мурований храм спорудили у 1902 р., а освятили 1909 року під титулом Пресвятої Трійці.

Після Другої світової війни костел закрили, будівлю використовували як продовольчий склад. У 1993 році храм повернули римо-католицькій громаді.
- Новозбудований на початку 90-х величний греко-католицький храм «Архистратига Михаїла» на фундаменті, закладеного для його будівництва ще в довоєнний період.
- Старе католицьке («польське») кладовище.
- Музей визвольних змагань Покутського краю (по вул. Грушевського, 25). Діючі експозиції: з побуту та етнографії, з визвольної боротьби українського народу.
- Обеліск на місці розстрілу польською поліцією першотравневої демонстрації 1924 р.
- Пам'ятка промислової архітектури — колишній тютюново-ферментаційний завод.

### Пам'ятники

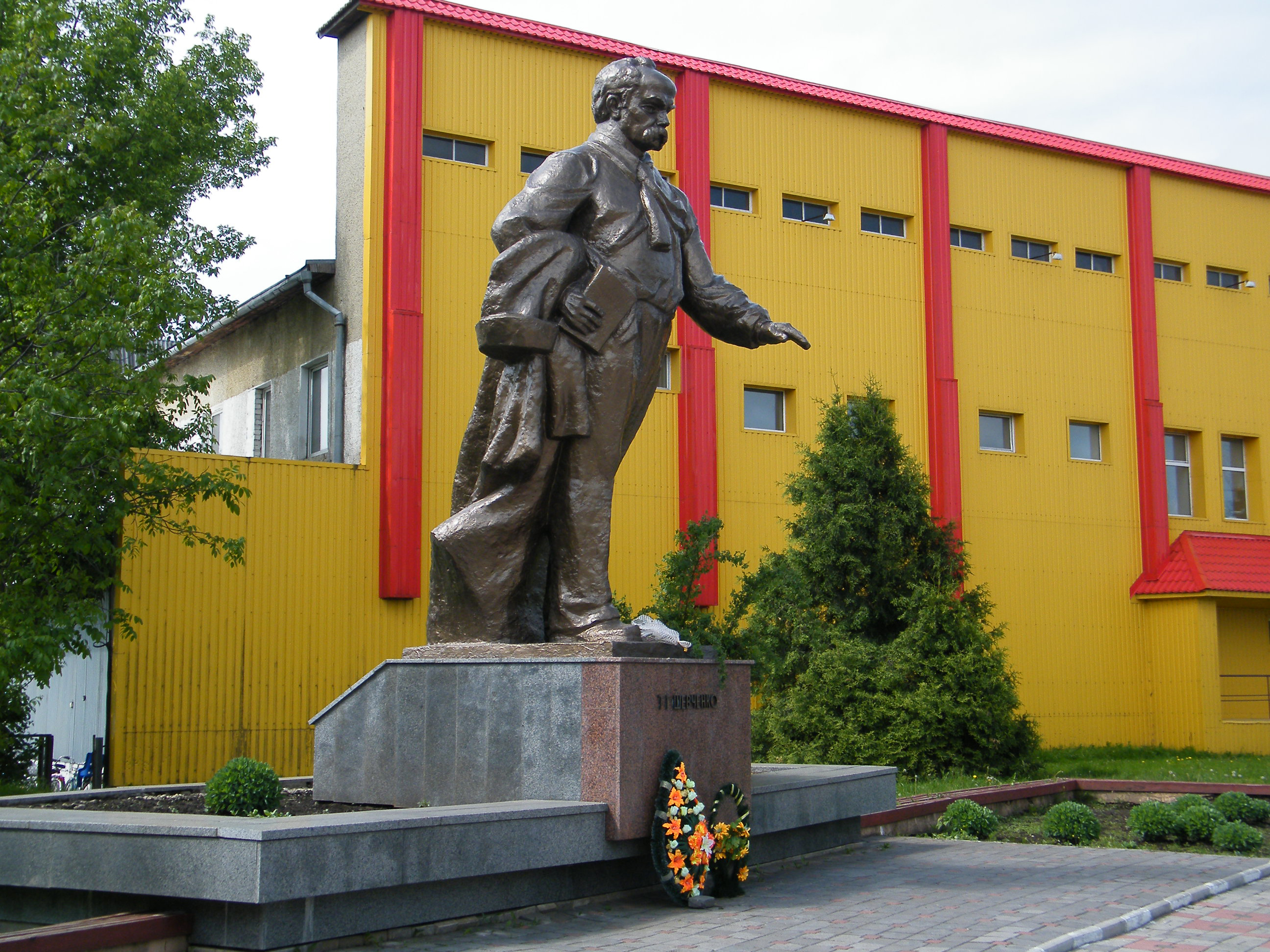
Пам'ятник Шевченкові в центрі Заболотова

Пам'ятник І. Франку

У 1954 р. — відкрито погруддя письменника Івану Франку, на постаменті у вигляді зрізаної піраміди. У центральній частині постаменту викарбовано напис: «Іван Якович Франко. 1856—1916» (Іван Франко у 1892, 1898 рр. проїжджав через селище Заболотів).
16 жовтня 2005 р. у селищі встановлено величний пам'ятник Тарасові Шевченку (входить у реєстр ста найкращих пам'ятників поетові у світі). Автором монументу, кошторисна вартість якого становила 100 тис. грн, є скульптор із м. Чернівці М. Мірошниченко.
29 червня 2008 року на честь 555-річчя селища в центрі Заболотова було встановлено пам'ятник шляхтянці Софії—засновниці селища — жіноча постать в українському народному вбранні. Вважається, що монумент має стати своєрідною «візитівкою» селища.
Встановлено також погруддя Манесу Шперберу.

### Установи
У Заболотові діє загальноосвітній ліцей I—III ступенів, музична школа, будинок культури, є районна й дитяча бібліотека, міська лікарня і поліклініка, народний дім, 2 відділення зв'язку(Укрпошта і Нова пошта), ощадкаса. Лікарня має стаціонарний відділ на 55 ліжок, 5 служб, забезпечена транспортом. Селище газифіковане й має переважно повністю вуличне освітлення.

## Промисловість, транспорт та населення
У радянський час працювали тютюново-ферментаційний завод (заснований 1872 року), хлібний завод, філія Коломийської фабрики художніх виробів (килимарня).
Тут знаходиться найбільший ринок Снятинського району — Заболотівський ринок, т. зв. торговиця.
День міста святкується в останню неділю червня.
У 1990-х рр. за незалежності України розвивається малий бізнес, у тому числі і виробничий, наразі представлений невеликими підприємствами харчової промисловості, у тому числі сімома приватними пекарнями. У селищі зареєстровано 43 суб'єкти господарської діяльності та близько 150 приватних підприємців, передусім, у сферах торгівлі та надання послуг.
Функціонують численні заклади торгівлі, автозаправки, дві авторемонтні майстерні.
Залізнична станція на лінії Івано-Франківськ — Чернівці, через селище проходить жвава автодорога Н10 Стрий — Івано-Франківськ — Чернівці — пропускний пункт Мамалига.
Кожний десятий заболотівець (понад 400 осіб) станом на осінь 2008 року є заробітчанином — працює за кордоном.

## Люди

### Народилися
- Маріян Кречковський — доктор права, вояк Легіону УСС, УГА (команданте батареї 7-го гарматного полку)[32].
- Угорчак Андріян-Юрій (нар. 1944) — український краєзнавець.
- Ігор Чаплинський — майстер спорту з альпінізму, підкорювач багатьох 7-тисячників, почесний громадянин Заболотівської громади (2025).
- Отто Никодим — польський математик (3 серпня 1887 — 4 травня 1974).
- Манес Шпербер — єврей за походженням (12 грудня 1905 — 5 лютого 1984) — німецький і французький філософ та письменник, есеїст, соціальний психолог.
- Надія Воєдчук (Сіденко) — філолог, кандидат філологічних наук з української мови: 2003 року захистила дисертацію «Географічна апелятивна лексика східностепових говірок Центральної Донеччини»  [Архівовано 23 грудня 2021 у Wayback Machine.], Відмінник освіти України (нар.1966).
- Віра Воєдчук (Тарануха) — кандидат юридичних наук: 2003 року захистила дисертацію «Звернення громадян як засіб забезпечення законності в діяльності місцевих органів виконавчої влади»  [Архівовано 23 грудня 2021 у Wayback Machine.] (нар. 1971).

### Проживали, працювали
- Ничипорук Гринь — мешканець села Демиче, посол (депутат) до Австрійського парламенту.
- Отець Левицький Йосиф — український священник, парох міста, посол 1 скликання Галицького сейму, письменник[33].
- Доктор Сінгалевич Тит — судовий радник у місті, посол до Галицького сейму 5-го скликання[34].

## Об'їзна дорога
Частина автошляху національного значення Н10, пролягає через селище Заболотів, дорога була збудована ще за УРСР та не розрахована на таку кількість транспорту, такої тоннажності, інтенсивного руху автомобілів.
На початку 2022 року було проведено громадські слухання з приводу будівництва об’їзної селища, яка має стати частиною дороги державного значення Н10 Стрий – Мамалига.
Будівництво обходу передбачено північною околицею населеного пункту загальною протяжністю 6,4 кілометри. Також заплановано будівництво шляхопроводу довжиною понад 200 м над залізничним транспортним вузлом та річкою Турка. Будівництво об'їзної має покращити екологію селища, розвантажити центр та зменшити кількість дорожньо-транспортних пригод і нещасних випадків на дорозі.

## Виноски
1. ↑  http://db.ukrcensus.gov.ua/PXWEB2007/ukr/publ_new1/2022/zb_Сhuselnist.pdf
2. ↑  Коваль А. П. Знайомі незнайомці. Походження назв поселень України. — К.: «Либідь», 2001. — С. 65.
3. ↑  Янко М. П. Топонімічний словник України. Словник-довідник. — К.: «Знання», 1998. — С.139.
4. ↑  Худаш М. Л., Демчук М. О. Походження українських карпатських і прикарпатських назв населених пунктів (відантропонімічні утворення). — К.: «Наукова думка», 1991. — С.105.
5. ↑  Akta grodzkie i ziemskie [Архівовано 25 грудня 2015 у Wayback Machine.]… — Lwów. — T. XII. — S. 102. — № 1027. (лат.) (пол.)
6. ↑  Сайт Заболотова — zabolotiv.org.ua. Архів оригіналу за 4 березня 2012. Процитовано 22 березня 2022.
7. ↑  Zródla dziejowe. Tom XVIII. Polska XVI wieku pod względem geograficzno-statystycznym. Cz. I. Ziemie ruskie. Ruś Czerwona. — Warszawa : Sklad główny u Gerberta I Wolfa, 1902. — S. 170.
8. ↑  Czołowski Aleksander. Z przeszłości Jezupola i okolicy. — S. 26. (пол.)
9. 1 2  ІСТОРИЧНЕ ПРИКАРПАТТЯ. Архів оригіналу за 5 березня 2016. Процитовано 9 квітня 2010.
10. ↑  Dz.U. 1924 nr 60 poz. 602. Архів оригіналу за 13 жовтня 2016. Процитовано 28 вересня 2016.
11. ↑  http://forum.dkr.com.ua/showthread.php?s=a5f4828277d5e9ffd5d8838dcf5139c6&p=266255%5Bнедоступне+посилання%5D Антисталінський фронт
12. ↑  http://www.ukrcenter.com/library/read.asp?id=7362&page=4%5Bнедоступне+посилання%5D Михайло Андрусяк «Брати Вогню»
13. ↑  Прим.: на схід від с. Рудники, де і знаходився міст з/д перегону: Любківці — Видинів
14. 1 2 3 4 5 6 7 8 9 10 11 12 13  Населення міст і містечок України. pop-stat.mashke.org (англ.). Процитовано 14 серпня 2024.
15. ↑  Населення України на 1 січня 2011 року. db.ukrcensus.gov.ua. Процитовано 14 серпня 2024.
16. ↑  Населення України на 1 січня 2012 року. db.ukrcensus.gov.ua. Процитовано 14 серпня 2024.
17. ↑  Населення України на 1 січня 2013 року. db.ukrcensus.gov.ua. Процитовано 14 серпня 2024.
18. ↑  Населення України на 1 січня 2014 року. db.ukrcensus.gov.ua. Процитовано 14 серпня 2024.
19. ↑  Населення України на 1 січня 2015 року. db.ukrcensus.gov.ua. Процитовано 14 серпня 2024.
20. ↑  Населення України на 1 січня 2016 року. db.ukrcensus.gov.ua. Процитовано 14 серпня 2024.
21. ↑  Населення України на 1 січня 2017 року. db.ukrcensus.gov.ua. Процитовано 14 серпня 2024.
22. ↑  Населення України на 1 січня 2018 року. db.ukrcensus.gov.ua. Процитовано 14 серпня 2024.
23. ↑  Населення України на 1 січня 2019 року. db.ukrcensus.gov.ua. Процитовано 14 серпня 2024.
24. ↑  Населення України на 1 січня 2020 року. db.ukrcensus.gov.ua. Процитовано 14 серпня 2024.
25. ↑  Населення України на 1 січня 2021 року. db.ukrcensus.gov.ua. Процитовано 14 серпня 2024.
26. ↑  Населення України на 1 січня 2022 року. db.ukrcensus.gov.ua. Процитовано 14 серпня 2024.
27. ↑  Рідні мови в об'єднаних територіальних громадах України — Український центр суспільних даних
28. ↑  Архівована копія. Архів оригіналу за 22 червня 2015. Процитовано 9 квітня 2010.{{cite web}}:  Обслуговування CS1: Сторінки з текстом «archived copy» як значення параметру title (посилання)
29. ↑  Архівована копія. Архів оригіналу за 4 березня 2016. Процитовано 9 квітня 2010.{{cite web}}:  Обслуговування CS1: Сторінки з текстом «archived copy» як значення параметру title (посилання)
30. 1 2 3 4  Крайній Іван. Містечко за болотом із міражами Парижа. У колишньому єврейському поселенні, де народився відомий інтелектуал ХХ століття Манес Шпербер, нині мешкає лише один нащадок Авраама, зате дрібний бізнес і далі процвітає [Архівовано 15 червня 2015 у Wayback Machine.] // Україна молода. — 2008. — 13 груд.
31. ↑  В мережі виклали фото занедбаної пам'ятки промислової архітектури Заболотова. Архів оригіналу за 22 червня 2018. Процитовано 1 лютого 2016.
32. ↑  Шипилявий С. Передові громадяни і визначні постаті Бучаччини //  Бучач і Бучаччина. Історично-мемуарний збірник / ред. колегія Михайло Островерха та інші. — Ню Йорк — Лондон — Париж — Сидней — Торонто : НТШ, Український архів, 1972. — Т. XXVII. — С. 400.
33. ↑  Чорновол І. 199 депутатів Галицького Сейму. — Львів : Тріада плюс, 2010. — іл. — С. 151. — (Львівська сотня).
34. ↑  Чорновол І. 199 депутатів Галицького Сейму… — С. 181.
35. ↑  У Заболотові побудують об’їзну дорогу – як частину національної автотраси.{{cite web}}:  Обслуговування CS1: Сторінки з параметром url-status, але без параметра archive-url (посилання)
36. ↑  На Прикарпатті вантажівка на смерть збила велосипедиста, що виїхав на “зустрічну”.{{cite web}}:  Обслуговування CS1: Сторінки з параметром url-status, але без параметра archive-url (посилання)